# 脊髓灰質炎疫苗

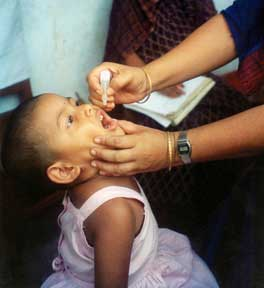
一名正在接受口服疫苗的兒童。

脊髓灰質炎疫苗（英語：Polio vaccines）是一種用來對抗脊髓灰質炎的疫苗，世界上主要通用類型有兩大類。第一類是由約納斯·沙克所研發出來的注射型「沙克疫苗」（IPV），內含一劑去活化脊髓灰質炎病毒，此疫苗於1952年首度試驗，1955年起开始大规模接种；第二類則是由阿爾伯特·沙賓利用減毒性脊髓灰質炎病毒所研發出來的口服型「沙賓疫苗」（OPV），這種疫苗的臨床試驗開始於1957年，並於1961年8月獲得許可。此兩種疫苗幾乎將脊髓灰質炎消滅殆盡，使全世界的病例從1988年的約35萬例，減少到2007年的1000余例，2014年是359名。世界卫生组织建議全球兒童都應該接種以避免罹患小兒麻痺。
沙克疫苗是非常安全的疫苗，頂多注射的局部位置會發生輕微的泛紅或是疼痛症狀；沙賓疫苗則可能引起疫苗相關麻痺型脊髓灰質炎，大約每一百萬人中會出現三位這種症狀。兩種疫苗對妊娠人士、艾滋病患者皆相當安全且仍舊有效。兩種疫苗皆列於最基本的健康照護系統中最必要的藥物清單《世界衛生組織基本藥物清單》。2014年每劑口服疫苗批發價大約在0.24美元，在美國注射疫苗大約需25－50美元。
沙克疫苗与沙賓疫苗相比，主要区别：
- 沙賓疫苗生产成本低廉。沙賓疫苗利用活的疫苗病毒在人体内繁殖刺激人体产生免疫力，因此只需要很小数量的疫苗病毒作为抗原即可取得很好的效果。沙克疫苗则需要靠被灭活的脊灰病毒残骸刺激机体的免疫力，这种刺激强度和逼真程度当然不如活病毒，其刺激免疫系统的效率也不如减活疫苗，所以需要很多脊灰病毒残骸才能达到满意的效果。一般来说，生产100剂脊灰去活化疫苗的病毒量相當於1剂脊灰減毒性疫苗。对于欠发达第三世界国家选择沙賓疫苗成为了必然。
- 沙賓疫苗口服接种方便；沙克疫苗必须使用皮下注射。对于欠发达第三世界国家缺乏基层卫生力量，选择沙賓疫苗方便。
- 沙賓疫苗既能在血液中产生体液免疫，也能在肠道中繁殖刺激人体产生分泌性免疫。排出体外的减毒疫苗能隐蔽感染其它人群产生获得性免疫，在整个人群中产生高水平免疫力。但是如果这种途径感染了免疫缺陷者，有可能基因突变返祖为高致病力的脊灰病毒称为“疫苗衍生病毒”（VDPV）造成局部暴发流行。

## 發展歷程

### 早期
1936年時，紐約大學的研究助理莫里斯·布羅迪（Maurice Brodie）利用猴子的脊髓作為病毒生長環境，並以甲醛殺死病毒，以製成脊髓灰質炎疫苗。由於難以獲得足量的病毒，使其嘗試剛開始就受到阻礙。在測試疫苗時，布羅迪首先以自己和多位助手來作實驗，接著再將疫苗接種於3000名兒童，其中多人出現了過敏反應，且沒有出現免疫作用。費城的病理學家約翰·科勒默（John Kollmer）也在同年宣稱研發出疫苗，不但同樣沒有使人免疫的能力，還造成了多名死亡案例。

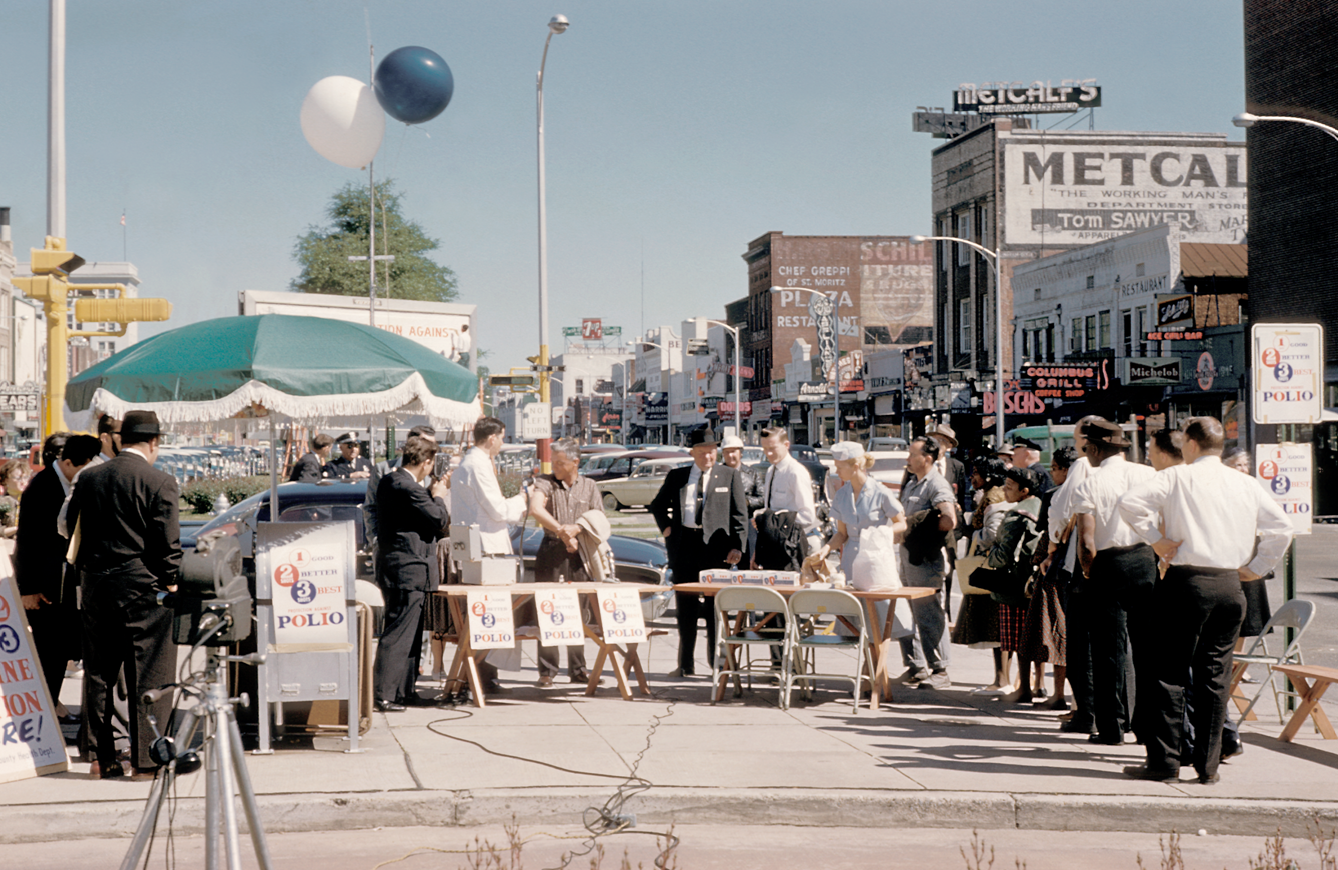
美國國家脊髓灰質炎免疫計畫（National Polio Immunization Program）早期於喬治亞州哥倫布所進行的大型疫苗接種活動。

到了1948年，由約翰·富蘭克林·恩德斯所領導的波士頓兒童醫院團隊，在實驗室的人體組織中成功培養出脊髓灰質炎病毒。恩德斯與同事托馬斯·哈克爾·韋勒和弗雷德里克·查普曼·羅賓斯也因這項貢獻而獲得1954年的諾貝爾生理學或醫學獎。除此之外，同時期還有多項關鍵發現：包括病毒的3種血清型（serotype），也就是第一型（PV1，Mahoney）、第二型（PV2，MEF-1），與第三型（PV3，Saukett）；還有人體麻痺前血液中會出現病毒的現象，以及γ-球蛋白型態抗體在抵抗病毒方面的效用。 
美國在1952年與1953年，分別增加了5萬8000與3萬5000個病例，高於先前每年約2萬人的增加速度。當時在紐約萊德利實驗室（Lederle Laboratories）的希拉里·科普罗夫斯基曾宣稱在1950年成首先成功研發疫苗，不過直到沙克疫苗投入市場後5年，他的疫苗才正式脫離研究階段。此外，沙賓疫苗研發時所用的減毒性病毒樣本，也是由柯普洛夫斯基所提供，但他自己的疫苗因為部分會恢復致病性而失敗。

### 沙克疫苗
第一種有效的疫苗，是匹茲堡大學的約納斯·沙克在1952年研發完成，這種疫苗稱為「去活化脊髓灰質炎疫苗」（inactivated poliovirus vaccine，IPV），又稱「沙克疫苗」，是利用3種血清型的致病性病毒株所研發。這些病毒首先培養於一種稱為綠猴腎細胞（Vero cell）的猴子腎臟組織，之後再以福馬林處理使其失去活性。
注射沙克疫苗可使血液產生以免疫球蛋白G（IgG）為抗體的免疫作用，防止病毒血症（viremia）的發生，並保護運動神經元（motor neurons），進而阻礙脊髓灰質炎的感染，也因此降低了產生延髓型脊髓灰質炎（bulbar polio）以及後脊髓灰質炎症候群（post-polio syndrome）的風險。不過由於此疫苗並無法保護腸道的黏膜內襯（mucosal lining），因此已接種沙克疫苗的人們仍可能持續散播疾病。
1954年，疫苗於賓州匹茲堡的阿森納小學（Arsenal Elementary School）與華生兒童之家（Watson Home for Children）展開試驗。之後又在湯瑪斯·弗朗西斯（Thomas Francis）的領導下，進行了一場稱為弗朗西斯實測（Francis Field Trial）的大規模試驗工作，一開始是在維吉尼亞州的麥克林（McLean）進行，對當地富蘭克林·謝爾曼小學（Franklin Sherman Elementary School）的大約4000名兒童進行接種；最後在美國的44個州中，總共有大約180萬名兒童受試。測試中約有440,000位兒童接受了一次以上的疫苗注射；另有210,000位兒童接受由培養基製成的安慰劑；對照組則是由120萬名無接受疫苗的兒童構成，並研究觀察他們是否受到脊髓灰質炎的感染。結果發表於1955年4月12日，這場測試顯示沙克疫苗在對抗PV1方面有60%到70%的效果；而對抗PV2與PV3的效果則達到90%以上。
沙克疫苗在1955年獲得許可，兒童接種活動也在不久後開始。March of Dimes組織在美國推動大規模防疫計畫，使美國到了1957年時，一年所增加的脊髓灰質炎病例減少到5600人。IPV疫苗在美國一直到1960年代仍廣泛使用。強效型的IPV在1987年於美國通過許可，是目前美國所用的疫苗之一。索尔克从未对其发明的疫苗申请专利，并且也未从中获利。

### 沙賓疫苗

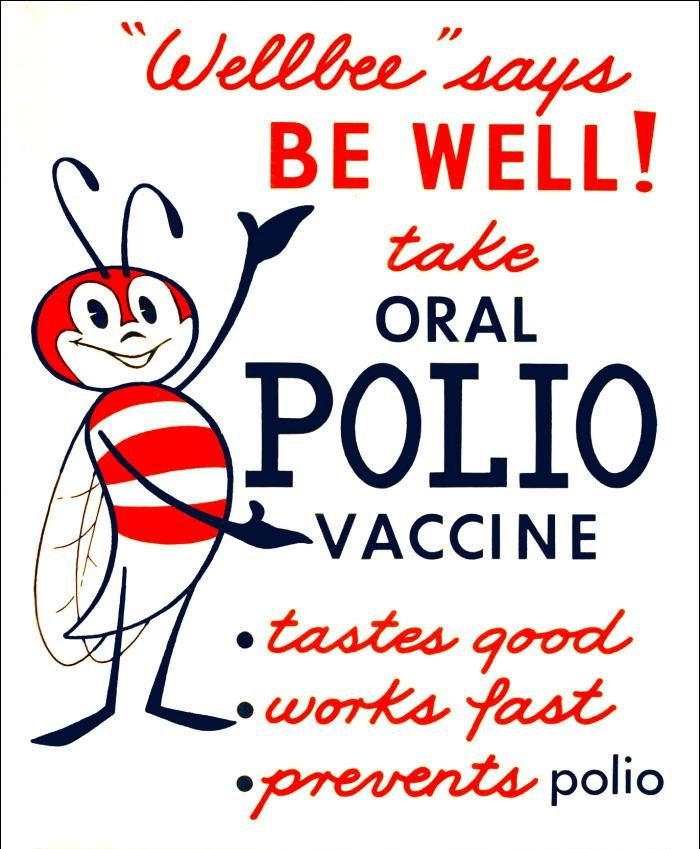
1963年美國疾病控制與預防中心的宣傳海報，圖中的蜜蜂稱「Wellbee」，用以鼓勵大眾接受口服沙賓疫苗。

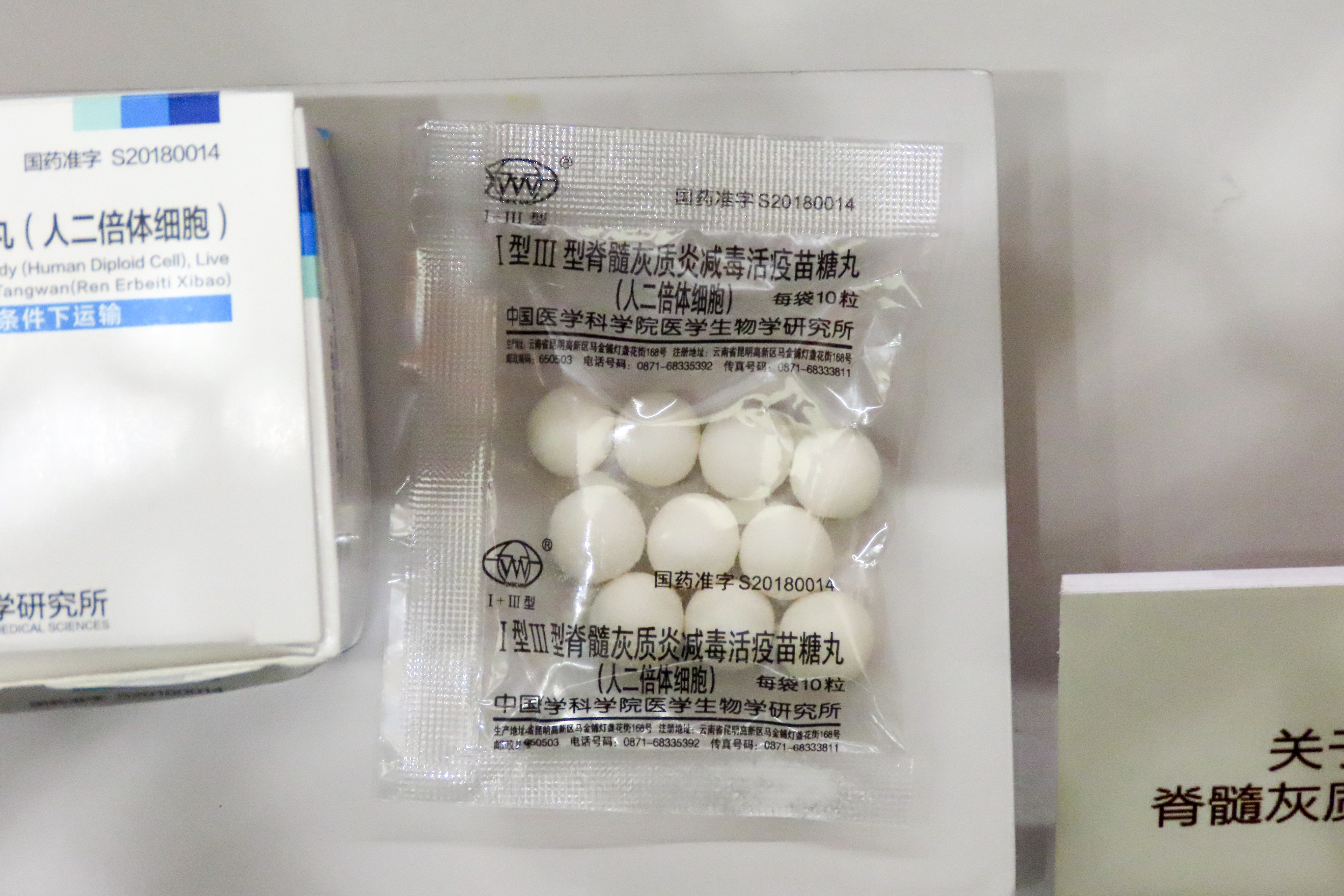
中国医学科学院医学生物学研究所生产的I型III型脊髓灰质炎减毒活疫苗糖丸（人二倍体细胞）

在沙克疫苗獲得成功後數年，1954年阿爾伯特·沙賓也研發出又稱「沙賓疫苗」的口服脊髓灰質炎疫苗（oral polio vaccine，OPV）。這種疫苗是利用減毒性活病毒所製成，原理在於使病毒處於低於一般體溫的非人類細胞中，進而使病毒的基因組自然發生突變。
減毒性的沙賓1號病毒株（Sabin 1 strain）與其帶致病性的親代（PV1血清型）之間，共有57個核苷酸的發生替換；2號病毒株有2個核甘酸替換，使其毒性減弱；3號則有10個替換參與毒性的減弱。主要的減毒性因素在於突變發生於3株病毒的內部核糖體進入位點（internal ribosome entry site，IRES），使其中的莖環結構發生變化，減低病毒在宿主細胞中轉譯自身RNA模板的能力。沙賓疫苗中的減毒性病毒在腸道，也就是感染的主要部位中能有效地複製；不過在神經系統組織中則否。此外，沙賓疫苗在服用上較為簡易，且免疫時間也較沙克疫苗為久。
沙宾拒绝为其发明的脊灰疫苗申请专利。
1955年美国科学家阿尔伯特·沙宾开始与苏联科学家米哈伊尔·楚马科夫合作，为其提供了生产“活”疫苗所必需的菌株。米哈伊尔·楚马科夫回忆：“这一切都在没有手续的情况下就过去了——我的父母真的把这些菌株带回了‘他们的口袋里’”。一种基于沙宾工艺的“口服脊髓灰质炎疫苗（OPV）”在苏联生产并成功通过接种试验。其中一个因素是丘马科夫为疫苗选择的形式——决定将其生产为糖果，这样孩子们就不必害怕被针头注射。“现场”试验以优异的成绩通过：1959年，波罗的海的三个加盟共和国爆发严重脊髓灰质炎疫情，为扑灭疫情，1959年的前5个月里，1000万苏联儿童接受了沙宾的口服疫苗，抗疫获得成功。截止1959年底，苏联14个加盟共和国的超1500万人接种了沙宾的疫苗，成为历史上最大规模的脊髓灰质炎疫苗接种试验。1959年12月16日，苏联卫生部发出指令，2个月大至20岁的所有居民需要在1960年7月前接种沙宾的疫苗，共计约7700万人。这使得苏联成为最早消灭脊髓灰质炎的国家。楚马科夫研究所生产的沙宾疫苗，此后出口到了60余个国家，对东欧和日本控制脊髓灰质炎大爆发起到了关键作用。
1960年在华盛顿特区举行的第二届国际脊髓灰质炎活疫苗会议上，苏联代表团介绍了在根除脊髓灰质炎方面取得的进展。某些与会的科学家站出来表达了一些疑问后，一位苏联代表说：“我想向你们保证一件事，我们苏联人爱我们的孩子，关心他们的健康。就像美国人一样，或者世界上任何其他地方的人都是为了他们的孩子。” 1960年，日本小儿麻痹症病例数急剧增加，日本自己的疫苗项目被证明是不成功的。1961年日本形成了由父母、医生和政治活动家组成的大规模全国运动，要求从苏联购买沙宾疫苗并进行大规模疫苗接种。1961年6月22日，日本厚生劳动省从原有立场做出让步，宣布允许苏联向日本提供1300万剂沙宾疫苗。至1961年秋天，日本流行病爆发平息；随后几年的几次疫苗接种运动之后，该病实际上在日本被根除。
1961年，第一型與第二型病毒的單價口服脊髓灰質炎疫苗（monovalent oral poliovirus vaccine，MOPV；單價疫苗是只針對其中一型病毒的疫苗）獲得美国当局的許可；隔年第三型MOPV的許可也獲通過。到了1963年，三價口服OPV許可通過，並逐漸取代去活化病毒，成為多數國家主要使用的疫苗類型。在1961時，全美國的病例只剩下161例。沙宾拒绝为其发明的脊灰疫苗申请专利，并于1972年将其疫苗生产所用的病毒毒株无偿捐赠给了世界卫生组织。
1963年，米哈伊尔·楚马科夫写信给阿尔伯特·沙宾：因研制和推广使用口服萨宾脊髓灰质炎疫苗，楚马科夫获得了苏联最高国家奖——列宁奖，但“很抱歉，由于形式上的原因，无法提名你。. . 我认为你是这次活动的主要英雄之一。. . 苏联病毒学家和数以百万计的父母永远感激你们。”
1972年沙宾将其疫苗生产所用的病毒毒株无偿捐赠给了世界卫生组织。1986年，苏联政府为沙宾颁发了平民最高荣誉“各民族人民友谊勋章”。

### 中国大陆情况
1959年3月，中国卫生部决定派顾方舟等人到苏联考察脊灰疫苗的生产工艺。经导师同意，顾方舟的一位研究生同学送给顾一些苏联研究所生产的活疫苗以及一些沙宾的原始活疫苗，由于这些制品在室温下很容易失效，当时正在苏联访问的中国卫生部部长钱信忠立即安排顾方舟携带疫苗样品回国。1959年12月，中国卫生部采纳了顾方舟的建议，批准成立“脊灰活疫苗研究协作组”、顾方舟担任了组长，进行脊髓灰质炎活疫苗的研究工作。1960年，该研究组研制出首批“沙宾型”的脊髓灰质炎液体活疫苗，后于1962年研制出可在室温下保存7天的“糖丸”活疫苗。
2015年，中国医学科学院医学生物学研究所生产的沙宾株（Sabin株）IPV获批上市。因世界卫生组织宣布第二型脊髓灰质炎病毒已经于2015年绝灭，为避免该病毒造成的疫苗衍生病毒风险，中国于2016年5月1日修改了脊髓灰质炎免疫规划，包括将IPV纳入国家免疫规划，实行“1剂IPV+3剂OPV”的免疫程序，以及停用原本在中国广泛使用的三价糖丸，改用不含第二型病毒减毒毒株的二价滴剂或糖丸。

## 醫源性脊髓灰質炎

### VDPV
口服沙賓疫苗中所含的減毒性病毒有可能再度轉變，成為帶有致病性的病毒。因此而生的病毒稱為疫苗衍生脊髓灰質炎病毒（vaccine-derived poliovirus，VDPV），產生疫苗相关麻痹與一般外源性的脊髓灰質炎無法辨別。這種情形相當少見（世界卫生组织估计，接种脊灰减活疫苗发生相关麻痹的概率约为1/25万首次接种剂次），但仍在一些口服疫苗涵蓋率較低的地區爆發，可能原因在恢復致病性的病毒與疫苗中的病毒相近，因此本身就是疫苗的對抗目標。
中國曾在2006年發生VDPV疫情。其他發生地點還有柬埔寨（2005年-2006年）、緬甸（2006年-2007年）、伊朗（1995年，2005年-2007年）、敘利亞、科威特、埃及，以及奈及利亞（2007年）等地。
为了完全避免疫苗相关麻痹，脊灰灭活疫苗正在逐渐取代脊灰减活疫苗。

### VAPP
每75萬名疫苗接受者中，平均約有1人產生疫苗相關麻痺型脊髓灰質炎（vaccine-associated paralytic poliomyelitis，VAPP），不過詳細的發生比例依地區而異，且成人發生的機會也高於兒童。此外，免疫不全（immunodeficient）的兒童，尤其是B淋巴細胞疾病患者，由於合成抗體能力較弱，得到VAPP的機會較一般兒童為高。 
VAPP曾於白俄羅斯（1965年-1966年）、埃及（1983年-1993年）、伊斯帕尼奧拉島（2000年-2001年）、菲律賓（2001年），以及馬達加斯加（2001年-2002年）。與海地（2002年）等地方爆發。

## SV40病毒的汙染
1960年，一些用來製備疫苗的恆河猴腎臟細胞中發現了SV40病毒。這種病毒也是因此而發現，是一種存在於自然界，可感染猴子，也可使嚙齒類生出腫瘤的病毒。在人類方面，SV40可見於特定種類的癌症腫瘤中，但到目前為止並無確認可導致癌症發生的情況。
SV40存在於一些使用於1954年到1962年間的IPV庫存，在OPV中則無發現。根據估計，可能有1000到3000萬名左右的美國人接受了含有SV40的疫苗。而後來的分析也顯示，一些前蘇聯集團國家，以及日本、中國和部分非洲地區，也曾使用含有SV40的疫苗。
美國國家癌症研究中心在1998年所進行的資料分析研究顯示，接受這些含有SV40的疫苗，並不會導致得到癌症的機會增加。而瑞典另一項針對接受了可能含有SV40的疫苗所做的研究，也顯示這些疫苗並無增加罹患癌症的風險。

## 外部連結
- People and Discoveries: Salk Produces Polio Vaccine 1952 （页面存档备份，存于） - PBS